# Circuito di Pescara
Il circuito di Pescara era un circuito cittadino di oltre 25 km (25,579 km) che si snodava sulle strade cittadine e le colline di Pescara, Spoltore, Cappelle sul Tavo e Montesilvano.

## Caratteristiche

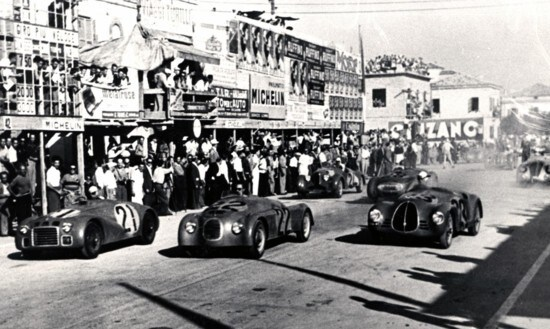
Una gara al circuito di Pescara nel 1947

È il tracciato più lungo dove si sia mai disputata una gara di Formula 1 ed è perciò segnato nel libro dei Guinness dei primati. Il circuito è stato utilizzato nel 1957 come gara valida del Campionato mondiale di Formula 1. L'evento si è svolto eccezionalmente a causa della improvvisa cancellazione dei Gran Premi del Belgio e dei Paesi Bassi. Il tracciato di Pescara era rinomato al tempo come uno dei percorsi per gare automobilistiche più ostici e pericolosi, ma era famoso perché dal 1924 vi si svolgeva la Coppa Acerbo, pertanto gli organizzatori del campionato poterono confidare sulla scelta di un circuito ampiamente già collaudato e prestigioso. Fu il primo circuito su cui si svolse la Formula 1 ad adottare una chicane, inserita a breve distanza dal traguardo nel 1934, per limitare le alte velocità e la pericolosità del tracciato.
Dopo la seconda guerra mondiale, il nome della manifestazione  Coppa Acerbo fu sostituito con il nome di "Circuito di Pescara" a causa delle reminiscenze legate al precedente nome, poiché Giacomo Acerbo, ideatore della competizione, fu ministro del governo fascista.

## Il tracciato

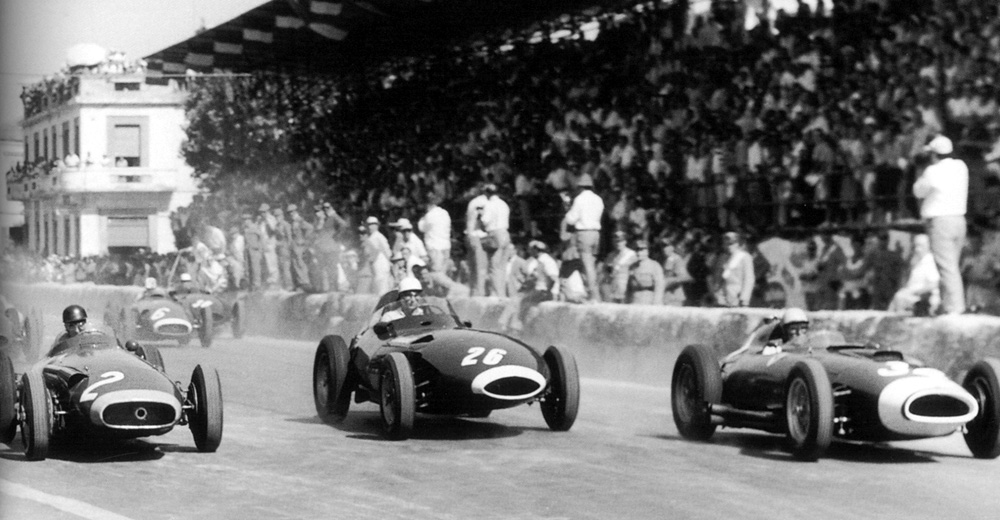
La partenza del Gran Premio di Pescara 1957

La gara iniziava nel centro della parte nord della città all'altezza dell'attuale piazza Duca degli Abruzzi, in via Nazionale Adriatica in direzione sud, e dopo aver attraversato il centro della città proseguiva, parallelamente al corso del fiume Pescara, in direzione ovest, percorrendo il rettilineo di via del Circuito fino alle campagne circostanti e ai paesi di Villa Raspa e Spoltore. Da qui, il tracciato raggiunge con una serie di curve Cappelle sul Tavo, per poi prendere la direzione del mare attraversando il cosiddetto chilometro lanciato (l'attuale via Vestina) - dove, nel 1950, Juan Manuel Fangio raggiunse la velocità di circa 310 km/h - fino ad arrivare a Montesilvano dove poi il circuito svoltava verso sud, sulla via Nazionale Adriatica, dove superata la chicane veniva completato il giro.
L'intero tracciato, dunque risulta coincidere con il tratto di SS 16 compreso tra Montesilvano e Pescara (cioè il rettilineo principale) e le SS 16 bis e SR 16 bis, che attraversano i rilievi collinari.
Il tracciato presentava grandi difficoltà soprattutto per le condizioni di sicurezza nelle quali veniva svolta la manifestazione, sia perché, come per molti altri circuiti cittadini, le traiettorie delle curve non si addicevano alle velocità delle automobili, e sia perché sul percorso si radunavano numerosi spettatori (fino a 200.000 nella edizione del 1957 del Campionato mondiale di Formula 1). Nel 1934, la giovane promessa Guy Moll vi perse la vita in un incidente.

## Albo d'oro della Formula 1
| Anno | Pilota        | Vettura |
| ---- | ------------- | ------- |
| 1957 | Stirling Moss | Vanwall |